# المشوإب (العدين)

تعديل مصدري - تعديل

المشواب محلة تابعة لقرية مروه العليا، التابعة لعزلة بلاد المليكي بمديرية العدين إحدى مديريات محافظة إب في الجمهورية اليمنية.، بلغ تعداد سكانها 220 حسب تعداد اليمن لعام 2004.